# Joan Hernández Pijuan
Joan Hernández Pijuan (* 15. Februar 1931 in Barcelona; † 28. Dezember 2005 ebenda) war ein spanischer Maler.

## Leben
Von 1945 bis 1947 war Pijuan Schüler an der Kunstschule Llotja in Barcelona, von 1952 bis 1956 war er Student an der Reial Acadèmia Catalana de Belles Arts de Sant Jordi in Barcelona, wo er ab 1976 auch eine Professur innehatte.
Er zählt zu den bedeutendsten spanischen Malern der Gegenwart. Zuordnungen zu bestimmten Richtungen und Schulen hat er sich immer widersetzt. Obwohl seine Werke einen hohen Abstraktionsgrad aufweisen, hat er es stets abgelehnt, als abstrakter Maler klassifiziert zu werden: „Ich gehe immer von der Realität aus.“
Diese Realität war in erster Linie die karge Landschaft Kataloniens. Durch Vereinfachung und Konzentration transformierte Pijuan sie zu markanten Flächen, die er durch mit Bedacht gesetzte Linien und Punkte strukturierte.
Der Künstler war auch Lehrer: 1989 erhielt er den Lehrstuhl für Malerei an der Fakultät der Schönen Künste der Universität Barcelona, den er bis zu seinem Tod innehatte. 1992 wurde er Dekan der Fakultät. 
2005 war er Ehrenteilnehmer der 51. Biennale in Venedig.

## Zitat
„Ich versuche immer so zu malen, als wüßte ich nichts über die Malerei, als wäre jedes Bild mein erstes.“

## Preise (Auswahl)
2005
Spanischer Nationalpreis für graphische Künste
1996
Ernennung zum Mitglied der Königlichen Akademie der Schönen Künste in Madrid
1985
Creu de Sant Jordi (Georgskreuz) der Generalitat de Catalunya
1981
The National Prize for Plastic Arts – awarded by the Spanish Ministry of Education
1981
National Fine Arts Prize, Madrid
1970
Redaction Prize of Vijesnik u Srijedu, Zagreb
II Bienal Internacional of Rijeka Drawings.
1966
I Bienal Internacional for Printmaking, Cracovia
1965
Malibor Prize. VI Bienal for Printmaking, Ljubljana, Slovenia
1958
Second Prize for Painting, Peintres Résidens, París

## Einzelausstellungen seit 1999
1999
Galería Marisa Marimón, Ourense
Galería Lekune, Pamplona
Galeria Van der Voort, Ibiza
Frankfurter Kunstkabinett, Frankfurt am Main
Galerie Lutz & Thalmann, Zürich
Centro Cultural Cajastur, Gijón
2000
Rétrospective des Dessins 1972- 1999, Rupertinum, Museum für Moderne und Zeitgenössische Kunst, Salzburg
Galerie Renate Bender, München
Galería Soledad Lorenzo, Madrid
El Sonide de Paisagje, Galerie Academia, Salzburg
Galerie Baukunst, Köln
Galeria Anna d’Ascanio, Rom
Centre Jujol-Can Negre, Sant Joan d’Espí, Barcelona
Galeria Cyprus, Sant Feliu de Boada, Girona
Blanca, Sala Veronicas, Murcia
Galerie Renos Xippas, Paris
2001
Galerie Colón XVI, Bilbao
Ramis Barquet Gallery, New York
Galeria Joan Prats, Barcelona
2002
Galerie Academia, Salzburg
Caminar en l’espai, Torre Muntades, El Prat de Llobregat
2003
Museu d’Art Contemporani, Barcelona
Museum für Moderne Kunst, Bologna
Kunsthalle Malmö
Galerie Renate Bender, Open Art 2003, München
2004
Galleria d’Arte Moderna e Museo Morandi Bologna
2005
MICUS meets PIJUAN – Ein Dialog (Open Art 2005), Galerie Renate Bender, München
2011
Die Farben der Erde, Sinclair-Haus, Bad Homburg vor der Höhe